# Jarosław Skydan
Jarosław Ołeksandrowycz Skydan, ukr. Ярослав Олександрович Скидан (ur. 23 października 1981 w Szczastii) – ukraiński piłkarz grający na pozycji pomocnika lub obrońcy.

## Kariera piłkarska

### Kariera klubowa
Wychowanek Wyższej Szkoły Sportowej UFK Ługańsk. W 1997 rozpoczął karierę piłkarską w klubie Zoria Ługańsk. Latem 1998 został zaproszony do Szachtara Donieck, jednak występował w drugiej i trzeciej drużynie. Grał na zasadach wypożyczenia w Illicziwcu Mariupol i Stali Dnieprodzierżyńsk. W sierpniu 2006 rozwiązał kontrakt z Szachtarem i został piłkarzem Stali Dnieprodzierżyńsk. W sezonie 2007/08 występował w klubie Hirnyk Krzywy Róg. W następnym sezonie przeszedł do IhroSerwisu Symferopol. Ostatnim klubem w karierze był Szachtar Swerdłowśk, w którym zakończył występy w roku 2009.

### Kariera reprezentacyjna
Występował w juniorskiej reprezentacji Ukrainy U-16, z którą brał udział w turnieju finałowym Mistrzostw Europy U-16 w Szkocji (1998). W 2001 w składzie studenckiej reprezentacji występował na Letniej Uniwersjadzie.

## Sukcesy i odznaczenia

### Sukcesy reprezentacyjne
Ukraina studencka
- wicemistrz Letniej Uniwersjady: 2001

### Odznaczenia
- tytuł Mistrza Sportu Klasy Międzynarodowej: 2001